# Rachid Arhab
Rachid Arhab, né le 26 juin 1955 à Fort-National (département d'Alger) en Algérie (aujourd'hui Larbaâ Nath Irathen, wilaya de Tizi Ouzou), est un journaliste franco-algérien.
Travaillant pour le service public de la télévision (Antenne 2 puis France Télévisions) de 1985 à 2007, il est membre du Conseil supérieur de l'audiovisuel (CSA) de 2007 à 2013.

## Biographie

### Origines familiales et formation
Il naît à Fort-National en Kabylie, région montagneuse du nord de l'Algérie, située entre Alger et Béjaïa, au début de la guerre d'Algérie (1954-1962).
Sa famille émigre en métropole en 1958, de sorte que Rachid passe son enfance à Nilvange près de Thionville en Lorraine. Doté de la nationalité française à la naissance, il devient algérien (non binational) après l'indépendance (juillet 1962). 
Bon élève à l'école primaire, il fait des études secondaires qui le mènent jusqu'au baccalauréat, puis il fait des études supérieures au Centre universitaire d'enseignement du journalisme de l'université de Strasbourg, dont il sort diplômé en 1977.
En 1990, il demande sa naturalisation française et l'obtient en 1992.

### Débuts (1977-1985)
Diplômé du centre universitaire d'enseignement du journalisme (Cuej) de l'université de Strasbourg, il devient journaliste à FR3 Nancy en 1977, puis à Reims et Paris.
En 1982, il succède à Jean Wagner sur les ondes de Radio Mont Blanc où on l'entend au radio-journal de 13 heures.

### Carrière à Antenne 2 puis France Télévisions (1985-2007)
En 1985, il rejoint le service Politique intérieure d'Antenne 2, dont il devient le chef de service en 1990.

#### Informations
Il assure le remplacement estival du journal télévisé de France 2 de 1992 à 1994 (Antenne 2, été 1992) tout en continuant son travail de grand reporter pour les émissions Envoyé Spécial et Géopolis. En octobre 1997, il est nommé rédacteur en chef adjoint du journal de France 2 et chargé de magazines.
De septembre 1998 à septembre 2000, il assure la présentation du journal de 13 heures de France 2 en duo avec Carole Gaessler, avant leur remplacement par Gérard Holtz. Le 22 octobre 2000, il reçoit avec Carole Gaessler le 7 d'or du meilleur présentateur de journal télévisé lors de la 14e Nuit des 7 d'or.

#### Présentateur d'émissions
À partir de 2000, il anime sur France 2 l'émission J'ai rendez-vous avec vous, dont il est également le concepteur. Tous les dimanches, en direct d'une ville française, le journaliste recueille pendant une vingtaine de minutes le témoignage de téléspectateurs souhaitant faire part de leurs points de vue sur l'actualité. L'émission est interrompue par sa nomination au sein du Conseil supérieur de l'audiovisuel en janvier 2007.
De 2002 à 2004, il présente pendant deux ans l'émission quotidienne Écomatin sur France 5, puis il coprésente avec Sarah Lelouch l'émission Dans la lumière, diffusée en première partie de soirée sur France 2. Ce programme mi-information mi-divertissement met en avant des personnes dans plusieurs domaines (sport, culture, etc.)

### Membre du Conseil supérieur de l'audiovisuel (2007-2013)
En janvier 2007, il est nommé membre du Conseil supérieur de l'audiovisuel par Jean-Louis Debré, alors président de l'Assemblée nationale. Il intègre l’instance en demeurant « en disponibilité » de son ancien employeur France Télévisions. Cette situation fit rapidement naître une polémique, sur son objectivité dans des dossiers concernant la chaîne. Le président du CSA Michel Boyon prit rapidement la parole pour rappeler l'absence de « liens de subordination » entre le journaliste et France Télévisions. 
Son mandat au CSA prend fin en janvier 2013. Une période de carence ne lui permet pas d'exercer un métier de l'audiovisuel durant trois ans après la fin de son mandat (c'est-à-dire jusqu'en 2016).

### Carrière ultérieure

#### CNews (Canal+)
En février 2017, il arrive sur CNews. Il participe pendant quelques semaines avec Patrick Poivre d'Arvor à l'émission hebdomadaire de décryptage de l'actualité + de recul présentée par Virginie Chomicki[réf. nécessaire].

#### Chroniqueur dansTouche pas à mon poste!
En septembre 2017, il arrive dans l'équipe de Touche pas à mon poste ! sur C8 en tant que chroniqueur. La saison précédente ayant été entachée de polémiques (canular homophobe, caméra cachée piégeant Matthieu Delormeau, séquence hors-antenne avec Capucine Anav, le baiser de Jean-Michel Maire sur Soraya Riffy...), la venue de Rachid Ahrab surprend beaucoup et d'un autre côté, permettrait au talk-show d'éviter de nouvelles polémiques grâce au « sage » qui surveillerait et préviendrait l'animateur en cas de dérapages.
« Régulièrement humilié par les autres membres de l’équipe, en décalage complet avec le ton de l’émission, le journaliste s’en va au bout de trois mois », écrit Alexandre Duyck dans Le Monde, et fait l'objet d'injures par des fans de Hanouna sur les réseaux sociaux, qu'il finit par quitter.

#### Lancement du média Liik
En 2017, Rachid Arhab lance l'idée de créer un "Arte franco-algérien", une chaîne de télévision binationale portée par la France et l'Algérie et soutenue par Emmanuel Macron.
En 2020, pendant le confinement, il initie avec Pascal Josèphe et Guillaume Pfister le test d'un média social dédié à la nouvelle pop culture made in Méditerranée, et baptisé Plumm (Plateforme Union Média Méditerranée) pour sa préfiguration. Ce teste remporte un franc succès avec plus de 5 millions de vues et des collaborations avec des artistes de renom comme Francis Cabrel, L'Algérino, Souad Massi, Maxime Le Forestier, Mouss et Hakim, ou encore Amel Zen.
En 2023, le média Liik est lancé avec pour objectif de toucher les Millennials et Gen Z intéressés par les nouvelles tendances d'influences urbaines et méditerranéennes.

### Vie privée
Il est marié à Sylvie Gauthier, attachée de presse aux éditions Michel Lafon, de son côté mère de la chanteuse Ilona Mitrecey.

## Synthèse des émissions

### Présentateur
- 1992-1994 : journal télévisé pendant l'été d'Antenne 2, puis France 2
- 1998-2000 : journal de 13 heures de France 2, en duo avec Carole Gaessler
- 2000-2007 : J'ai rendez-vous avec vous sur France 2
- 2002-2004 : Écomatin sur France 5
- 2004 : Entre deux rives sur France 2 : coprésentation avec Ness
- 2005 : Dans la lumière sur France 2 : coprésentation avec Sarah Lelouch

### Chroniqueur
- 2017 : + de recul sur CNews avec Virginie Chomicki et Patrick Poivre d'Arvor
- 2017 : Touche pas à mon poste ! sur C8

## Filmographie
En 2001, il tient le rôle du maitre de cérémonie dans le film Art'n Acte Production de Farid Dms Debah.

## Distinctions
Pour la promotion de Pâques 2006, Rachid Arhab est nommé chevalier de la Légion d'honneur.
Pour la coprésentation du journal de 13 heures de France 2 avec Carole Gaessler, il obtient le 7 d'or du meilleur présentateur de journal télévisé en 2000.

## Publications
- Pourquoi on ne vous voit plus, Michel Lafon, 2015
- Quatre nuances de France, avec Xavier Driencourt, Nacer Safer et Karim Bouhassoun, Salvator, sortie le 2016